# 古川雅純

## 戦績
- プロボクシング：18戦8勝（3KO）8敗2分
- 日本ボクシングコミッション（JBC）：13戦6勝（1KO）5敗2分

### 獲得タイトル
- ABCOシルバーフライ級王者